# Ludvík II. Němec
Ludvík II. Němec (kolem 805 – 28. srpna 876) byl první východofranský král z rodu Karlovců vládnoucí v letech 843–876.

## Boje o trůn a verdunská smlouva

Rozdělení franské říše 843

Ludvík byl třetím synem císaře říše římské Ludvíka I. Pobožného, který mu svým nástupnickým řádem zvaným Ordinatio imperii roku 817 jako úděl vymezil vládu v Bavorsku. Roku 829 však císař vlastní ustanovení porušil ve prospěch nejmladšího syna Karla II. Holého, který se narodil teprve roku 823. V nastalých sporech stál Ludvík nejprve s bratrem Pipinem Akvitánským na straně otce proti nejstaršímu bratrovi Lotharovi. Když však Pipin roku 838 zemřel, začal také on bojovat proti císaři a po jeho smrti v roce 840 se společně s Karlem Holým postavil proti Lotharovým nárokům na svrchovanou vládu nad celým franským královstvím. Roku 842 uzavřeli Ludvík s Karlem tzv. Štrasburské přísahy a o rok později dosáhli smlouvou ve Verdunu rozdělení říše na tři části, v nichž měli bratři vládnout jako tři rovnoprávní panovníci. Lotharovi byl sice zachován císařský titul, ovšem bez svrchovanosti nad bratry.

## První král východofranské říše

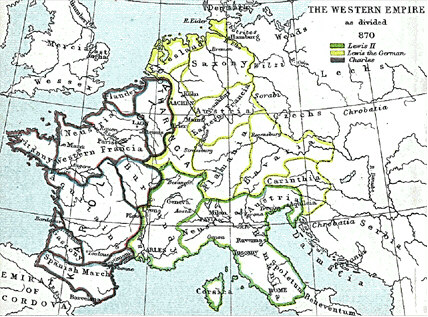
Západní Evropa roku 870

Po roce 843 se Ludvík II. Němec ve východní části říše zcela osamostatnil a stal se zakladatelem východofranské říše (v latinských pramenech Francia orientalis). Na západě rozšířil její území o východní Lotharingii, kterou si po smrti jejího vládce Lotharova syna Lothara II.  v roce 869 následující rok rozdělili s bratrem Karlem Holým smlouvou v Meersenu. Ribemontskou smlouvou v roce 880 připadla Lotharingie k východofranské řiši celá.
Podnikal četné expanze na východ své říše. Bojoval s Polabskými Slovany a Srby, Čechy i Bulhary. Jeho vojska napadala území velkomoravské říše. Roku 846 pomohl k vládě moravskému knížeti Rostislavovi, který se poté pokusil z franského vlivu vymanit. Přes četné další výpravy se Ludvíkovi nepodařilo si Moravu natrvalo podmanit. Roku 874 uzavřel mír s knížetem Svatoplukem ve Forchheimu a uznal nezávislost jeho Velkomoravské říše na Východofranské říši.

## Potomci

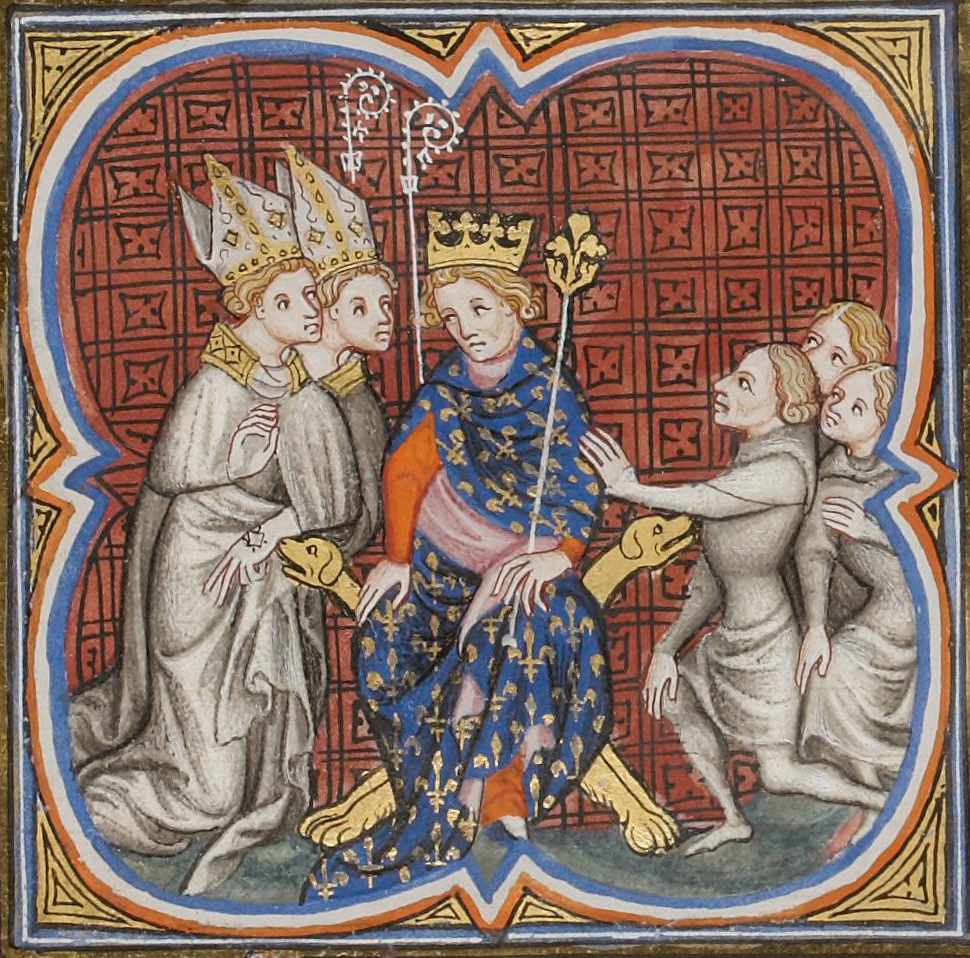
Ludvík Němec se svými syny (Grandes Chroniques de France)

V roce 827 se Ludvík II. oženil s Hemmou z Altdorfu, sestrou otcovy druhé manželky Judity Bavorské. Hemma mu porodila sedm dětí, z toho čtyři dcery a tři syny.
- Hildegarda (828–856), jeptiška
- Karloman Východofranský (okolo roku 830 – 22. září 880), východofranský král (876–880)
- Irmgarda z Chiemsee († 866), jeptiška
- Gisela, jeptiška
- Ludvík III. (835 – 20. leden 882), východofranský král (876–882) ∞ 874 Liutgarda Saská
- Berta († 877), jeptiška
- Karel III. Tlustý (13. června 839 – 13. ledna 888), východofranský král (876–887) ∞ 862 Richardis Alsaská

Dívky strávily svůj život v klášteře jako jeptišky a synové vládli společně Východofranské říši.
Největšího mocenského úspěchu dosáhl Karel Tlustý, který byl nejen východofranským králem, ale také od roku 879 králem italským, od 881 korunovaným císařem římským jako Karel III. a nakonec po smrti krále Karlomana II. v roce 884 západofranským králem. Tak se mu podařilo, byť jen formálně a na velmi krátkou dobu, naposledy sjednotit Franskou říši.

Dynastie východních Karlovců vymřela roku 911 Ludvíkem IV., potomkem Arnulfa Korutanského, Karlomanova nemanželského syna.

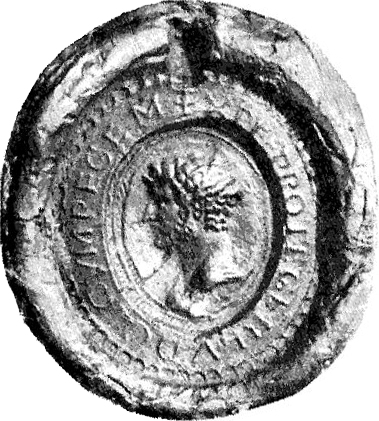
Pečeť Ludvíka II. Němce